# Смольянский сельсовет
Смольянский сельсовет — административная единица на территории Оршанского района Витебской области Республики Беларусь.

## Состав
Смольянский сельсовет включает 26 населённых пунктов:
- Бобромыничи — деревня.
- Васнево — деревня.
- Вязьмичи — деревня.
- Ганышево — деревня.
- Горовые Поршни — деревня.
- Жвиково — деревня.
- Казенные Поршни — деревня.
- Карповщина — деревня.
- Комяки — деревня.
- Кучино — деревня.
- Масюки — деревня.
- Парковая — деревня.
- Поречье — деревня.
- Репухово — деревня.
- Рукли — деревня.
- Селец — деревня.
- Смольяны — агрогородок.
- Сомоново — деревня.
- Спасское — деревня.
- Ступовое — деревня.
- Субочево — деревня.
- Тиханы — деревня.
- Трудовой — посёлок.
- Тюльпин — деревня.
- Шаньково — деревня.
- Шибеки — деревня.

Упразднённые населенные пункты на территории сельсовета:
- Агрономическая — деревня.